# Константин Акрополит
Константин Акрополит (на средногръцки: Κωνσταντῖνος Ἀκροπολίτης) е византийски държавник и агиограф от втората половина на XIII и първата четвърт на XIV век – син на византийския историк Георги Акрополит. По времето на император Андроник II Палеолог Константин Акрополит изпълнява длъжността логотет на геника, а след смъртта на Теодор Музалон през 1294 г. става и велик логотет, оставайки на поста поне до 1321 г.. Оставя богато литературно наследство под формата на похвални слова, речи и писма, както и една историческа хроника.

## Живот и кариера
Роден в средата на XIII век, Константин е първороден син на Георги Акрополит и съпругата му Евдокия. Имал поне още един брат, който бил монах под името Мелхиседек и който бил един от подстрекатилете на бунта на Алексий Филантропин срещу император Андроник II през 1295 – 1296 г., а Георги Пахимер посочва изрично, че Мелхиседек Акрополит е чичо на жената на Алексий Филантропин. Английският изследовател Доналд Никол предполага, че е възможно друг брат на Константин да е известният Лъв Акрополит, който е засвидетелстван като дука на тема Сяр и Стримон през ноември 1295 г.
Особен интерес към възпитанието и образованието на младия Константин Акрополит проявявал император Михаил VIII, но за разлика от баща си Константин се утвърдил като противник на проуниатската политика на императора и неговото протеже – патриарх Йоан Век, поради което изпаднал в немилост. След възцаряването на император Андроник II през 1282 г., който слага край на верската политика на своя баща, Константин Акрополит е реабилитиран и назначен за логотет на геника и в качеството си на такъв е споменат сред свидетелите, подписали договора с Венеция през 1285 г. През 1294 г., когато починал Теодор Музалон, Константин Акрополит е назначен за велик логотет и остава на този пост поне докъм 1321 г., когато на тази длъжността вече се споменава и Теодор Метохит.
Константин Акрополит бил женен за жена на име Мария Комнина Торникина, която приела фамилията на съпруга си Акрополитиса. Имената и изображенията на Константин и съпругата му са запазени върху обкова на икона на света Богородица Одигитрия, която се съхранява в Третяковската галерия. Доналд Никол допуска възможностт жената на Константин Акрополит е била дъщеря на севастократор Йоан Торникий, който бил дука на тема Тракезион през 1258 и до когото Константин адресирал едно писмо.
Константин Акрополит и съпругата му имали три деца:
- дъщеря на име Теодора, която около 1295 г. била омъжена Алексий Филантропин; в едно от двете саморъчно написани завещания на Константин Акрополит той посочва дъщеря си Теодора за наследница на цялото му имущество.[12]
- син, който починал на 14-годишна възраст през 1295 г. – по повод на смъртта на този син Максим Плануд изпратил няколко писма до брата на Константин Акрополит Мелхиседек;[13]
- дъщеря с неизвестно име, която била омъжема за син на трапезундския император Йоан II Велики Комнин – най-вероятно тя станала съпруга на неговия по-малък син Михаил Велики Комнин.[14]

По време на бунта на Алексий Филантропин в Мала Азия Константин най-вероятно е бил подозиран, че е съпричастен с действията на зет си, поради което изпада в немилост и за кратко бил изгонен от столицата, най-вероятно в Солун, за което свидетелства съдържанието на две негови писма от това време.
Предполга се, че Константин Акрополит починал преди май/август 1324 г., тъй като се споменава като покойник в един документ, датиран към този период и засягащ константинополския манастир Анастасис (Възкресение), на който Константин Акрополит и баща му били ктитори. Съпругата му Мария починала по-рано от него, тъй като в една своя реч Константин съобщава, че положил тялото ѝ да почива зад стените на същия константинополски манастир.

## Творчество
Най-голяма слава Константин Акрополит придобива чрез творчеството, което в по-голямата си част има агиографско съдържание. Автор е на похвални слова (енкомиони) за повече от 30 светци, което му спечелило прозвището Втори Метафраст. Обект на творбите му са предимно светци от ранната история на християнството, като изключение от това прави само Похвално слово за свети Йоан Нови. Похвалата му за блажената мъченица Теодосия пък е вдъхновена от едно чудодейно оздравяване на неговия зет – сина на трапезундския император, което било приписано на светицата.
Константин Акрополит и семейството му са тясно свързани с възстановяването на константинополския храм Анастасис (Възкресение) и на манастира, който се оформил около него. Още докато Константин бил дете, баща му заделил голяма сума пари за възстановяването на храма, който краят на латинското управление в Константинопол (1204 – 1261) заварил полуразрушен. Чувствайки се се задължен да продължи делото, за което баща му изхарчил голяма част от неговото наследоство (над 16 0000 златни монети), Константин също решил да допринесе за изграждането и възстановяването на обителта, като от своя страна дарил 1000 златни монети за градежа на манастира и освен това платил за изграждането на допълнителен храм, посветен на свети Лазар, който бил предаден във владение на манастира. По повод на това дарение Константин Акрополит съчинил реч за възстановяването на манастира Анастасис, която завършва под формата на типикон, в който основната грижа на автора е сподвижниците на обителта да изплатят дълга си към него и семейството му, като отслужват редовни заупокойни служби в католикона за него, за децата му и наследниците му, запазвайки съботните служби за себе си, за майка си Евдокия и за покойната си съпруга. Заветът на Акрополит имал допълваща роля спрямо основния правилник, на който се подчинявал животът в манастира Анастасис, и изрично се потвърждавало, че той трябвало да се прилага изключително по отношение на реда на водене на службите в храма Свети Лазар.
Епистоларното наследство на Константин Акрополит включва над 190 съхранени, но не напълно издадени писма, адресирани до различни личности от неговото време. Адресати на част от писмата му са константинополският патриарх Григорий IV Кипърски, Никифор Хумн, Мануил Мосхопул, Мануил Неокесарит, Георги Пахимер и охридският архиепископ Макарий I (1294/95 -1299). Освен това Константин Акрополит съставил и историческа хроника, която обхващала времето от основаването на Рим до 1261 г.

### Цитирана литература
- ((en)) Nicol, Donald M. (1965). Constantine Akropolites: A Prosopographical Note. – Dumbarton Oaks Papers, 19,  249–256, doi:10.2307/1291235, JSTOR 1291235, http://jstor.org/stable/1291235
- ((en)) Talbot, A.-M. (1991). Akropolites, Constantine. – In: Kazhdan, Alexander (ed), Oxford Dictionary of Byzantium. Oxford and New York: Oxford University Press,  49, ISBN 0-19-504652-8, COBISS.BG-ID: 1107246820, https://archive.org/details/odb_20210521/page/49/mode/1up?view=theater
- ((en)) Thomas, J.; Hero, A.C. (eds) (2000). Acropolites: Testament of Constantine Akropolites for the Monastery of Resurrection (Anastasis) in Constantinople. Byzantine Monastic Foundation Documents: A Complete Translation of the Surviving Founder's Typika and Testaments, volume IV. Washington D.C.: Dumbarton Oaks Research Library and Collection, pp. 1343-1382, https://archive.org/details/thomas-hero-byzantine-monastic-foundation-documents/page/1374/mode/1up?view=theater
- ((de)) Trapp, Erich; Beyer, Hans-Veit; Walther, Rainer et al. (2001) [1976–1996]. Prosopographisches Lexikon der Palaiologenzeit, CD-ROM. Wien: Verlag der Österreichischen Akademie der Wissenschaften, ISBN 3-7001-3003-1, https://archive.org/details/ErichTrappProsopographischesLexikonDerPALAIOLOGENZEIT/mode/2up